# Sanxay
Sanxay es una comuna francesa situada en el departamento de Vienne, en la región de Nueva Aquitania.
En la localidad se encuentran los restos arqueológicos del santuario de Sanxay, un importante vicus o asentamiento galo-romano del siglo I d. C.

## Demografía
| 977 | 869 | 701 | 630 | 649 | 548 |
| Para los censos de 1962 a 1999 la población legal corresponde a la población sin duplicidades (Fuente: INSEE [Consultar]) |     |     |     |     |     |